# 1Point3Acres
1Point3Acres (en chino tradicional, 一畝三分地; en chino simplificado, 一亩三分地; literalmente, ‘1.3 mu de tierra’) es un sitio web en chino. Es un foro para los chinos en América del Norte que son estudiantes y trabajadores para discutir escuelas, empleadores y la política de visas de los Estados Unidos.
Fue cofundado en 2009 por un hombre que se hace llamar Warald y Guo Yu (Chinese ). 1Point3Acres en enero de 2020 creó CovidNet para rastrear datos en tiempo real sobre COVID-19 a nivel de condado, incluida información sobre infecciones, recuperaciones y muertes. Para junio de 2020, CovidNet fue utilizado por más de 500 grupos y para junio de 2021, había recibido más de 500 mil millones de vistas. Los Centros para el Control y Prevención de Enfermedades, Esri, la Universidad Johns Hopkins y la Universidad de Chicago lo utilizaron para rastrear el brote.

## Historia
1Point3Acres fue cofundado en 2009 por dos hombres, un hombre que se hace llamar Warald y Guo Yu (en chino tradicional, 郭昱). Un artículo de 2020 decía que Guo, que es de Wuhan, trabajaba como gerente sénior de ingeniería de aprendizaje automático en Uber. 1Point3Acres es operado por inmigrantes nacidos en China en los Estados Unidos. Es un sitio web norteamericano que brinda a los chinos información sobre trabajos, inmigración y estudios en el extranjero. Por una tarifa, el sitio web brinda a los usuarios acceso a las preguntas de las entrevistas de las empresas y descripciones de las experiencias de las entrevistas de las personas. El sitio web alberga una página que rastrea los cambios en la política de visas de los Estados Unidos.
El foro es muy utilizado por los chinos que se han mudado a América del Norte para estudiar o trabajar. Los usuarios en 2020 discutieron tener la «espada de Damocles», colgando sobre sus cabezas en respuesta a los cambios propuestos por el Departamento de Seguridad Nacional de los Estados Unidos que acortarían la cantidad de tiempo que los estudiantes internacionales podrían permanecer en el país. Un número significativo de los usuarios del foro en 2023 consideraron regresar a China y discutieron cómo los entornos de trabajo estadounidenses y chinos eran diferentes. Durante varias semanas en 2023, el hashtag «#USLayoffs» fue popular y numerosos comentaristas hablaron sobre problemas con las visas. Los participantes del foro hicieron tendencia los hashtags «#IsItTooLateToLearnCoding» y «#HowArtandBizMajorsBecomeProgrammers» ya que muchas personas que habían estudiado carreras fuera de las ciencias de la computación, como educación, literatura y finanzas, esperaban encontrar un rol en programación. El 12 de octubre de 2022, una estudiante china que se graduó de la Escuela de Negocios Olin en 2012 hizo una acusación seudónima de acoso sexual en una publicación de WeChat de 1Point3Acres contra Philip H. Dybvig después de recibir el Premio de Economía Conmemorativo de Alfred Nobel de 2022.

## CovidNet
Encabezado por el cofundador del sitio web, Guo, un contingente de voluntarios comenzó en enero de 2020 a recopilar datos en tiempo real para CovidNet, el rastreador de COVID-19 de 1Point3Acres. Inicialmente, solo cubría datos de América del Norte en tiempo real, pero luego rastreó países adicionales. El tablero de CovidNet rastrea datos a nivel de condado, es interactivo y contiene información sobre cuántas personas contrajeron COVID-19 y cuántas personas se recuperaron o murieron a causa de él. Mientras los empleados de tiempo completo de 1Point3Acres construyeron la ingeniería para impulsar CovidNet, los voluntarios, incluidos ingenieros, profesores y científicos de datos, recopilaron datos. En junio de 2020, 522 grupos usaban CovidNet, que había obtenido más de 225 millones de visitas. Para junio de 2021, recibió más de 2.8 mil millones de vistas. Lauren M. Gardner, quien creó un tablero de la Universidad Johns Hopkins para rastrear los datos de COVID-19, usó 1Point3Acres, que reúne datos de COVID-19 de múltiples publicaciones de medios. El centro de ciencia de datos espaciales de la Universidad de Chicago usó los datos de 1Point3Acres para armar una «visualización interactiva» de los brotes de COVID-19, mientras que Esri usó datos de 1Point3Acre para su tablero. Los Centros para el Control y Prevención de Enfermedades (CDC) utilizaron el rastreador 1Point3Acres como una de sus fuentes de datos.
La edición china de Scientific American en junio de 2020 llamó a CovidNet «la plataforma de seguimiento de COVID-19 más extensa, geográficamente diferenciada y en tiempo real del mundo». Un artículo en Cartography and Geographic Information Science dijo que CovidNet «puede tener ventajas únicas en el informe temprano de datos, pero en su mayor parte tiene coeficientes de desacuerdo más bajos con otros conjuntos de datos hasta la fecha». Los investigadores de la revista IEEE Access discutieron una deficiencia de CovidNet y escribieron: «Otro problema es para un panel de visualización, los datos sin procesar son de difícil acceso para el público (incluso afirma que los datos podrían distribuirse con permiso). Por lo tanto, es imposible para los usuarios definir la granularidad de los datos, filtrar el contenido de los datos y seleccionar las categorías de datos para una investigación académica personalizada».